# Chronologie de Marrakech
Ceci est une chronologie de l'histoire de la ville de Marrakech, au Maroc.

## Avant leXXesiècle
- 1062 - Établissement du camp militaire almoravide par  Abou Bakr ben Omar et Youssef ben Tachfine[1],[2].
- 1117 - Construction de la Coupole almoravide.
- 1126 - Début de la construction des remparts par Ali ben Youssef
- 1129 - Ville assiégée par les Almohades[3]
- 1132 - Construction de la mosquée Masjid al-Siqaya (date approximative).
- 1147 - Les Almohades arrivent au pouvoir.
- 1147- Construction de la mosquée de la Koutoubia
- 1157 - Aménagement des Jardins de l'Agdal[4].
- 1158 - Re-construction de la mosquée de la Koutoubia[5].
- 1182 - L'érudit al-Souhayli arrive à Marrakech (date approximative).
- 1190 - Construction de la porte Bab Agnaou [6]
- 1197 - Construction de la nouvelle Kasba[7].
- 1248 - Arrivée au pouvoir des Mérinides.
- 1288 - Abu Yaqub au pouvoir[7].
- 1331 - Construction de la mosquée Sidi Muhammad ibn Salih[5].
- 1350 - Le voyageur Ibn Battuta visite la ville.
- 1525 - Arrivée au pouvoir des Saadiens au pouvoir.
- 1554 - Mohammed ech-Cheikh au pouvoir[7].
- 1557 - Construction de l'hospice de Sidi'l-Jazuli[8].
- 1565 - Construction de la Médersa Ben Youssef.
- 1572 - Construction de la mosquée El Mouassine[5].
- 1593 - Construction du Palais El Badi[7].
- 1603 - Construction des Tombeaux saadiens.
- 1606 - La ville est prise par les forces d'Abd Allah[7].
- 1664 - 31 juillet : prise de la ville par les forces du sultan alaouite Moulay Rachid du Maroc
- 1746 - Mohammed ben Abdallah arrive au pouvoir.
- 1900 - Construction du Palais de la Bahia.

## XXesiècle
- 1912

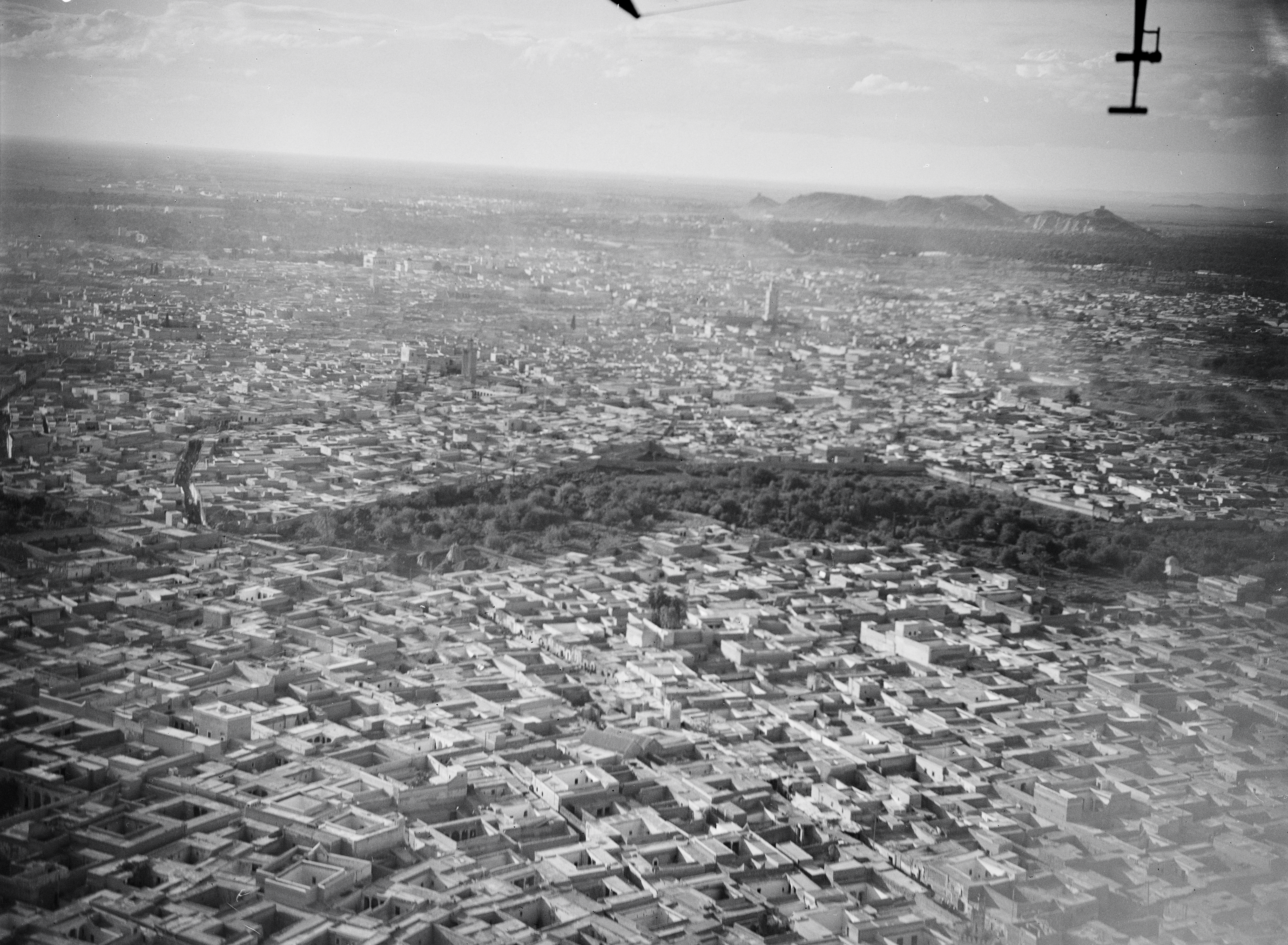
Vue aérienne de Marrakech, vers 1931.

  - Ahmed al-Hiba prend le pouvoir à Marrakech[9].
  - 6 septembre: Bataille de Sidi Bou Othmane, à 35 kilomètres au nord de la ville.
  - Septembre: La ville est occupée par les forces françaises [7].
  - Construction du fort[10].
- 1919 - Planification du quartier de Guéliz[9].
- 1923
  - Construction de la gare de Marrakech.
  - Entrée en activité de l'hôtel La Mamounia.
  - Inauguration de la bibliothèque publique[11].
- 1926 - Population: 149 263 habitants. [10]
- 1932 - Ouverture du Musée Dar Si Saïd[12].
- 1947
  - Inauguration du Jardin Majorelle.
  - Création du club de football Kawkab Marrakech.
- 1948 - Création du club de football du Mouloudia de Marrakech.
- 1951 - Population : 215 312 habitants[13].
- 1973 - Population : 330 400 habitants ; 436 300 pour l'agglomération urbaine[14].
- 1978 - Création de l'Université Cadi Ayyad.
- 1985 - La médina de Marrakech devient site du patrimoine mondial de l'UNESCO [15].
- 1987
  - La première édition du marathon de Marrakech a lieu.
  - Inauguration de l'École supérieure de commerce de Marrakech.
- 1994 - Population : 745 541 habitants[9].
- 1996 - Le Musée Bert-Flint ouvre.
- 2000 - Création de l'École nationale des sciences appliquées de Marrakech.

## XXIesiècle
- 2004 - Population : 823 000 habitants[7].
- 2005 - Première édition de la Biennale de Marrakech.
- 2009 - Fatima-Zahra Mansouri devient maire [16].
- 2011
  - 28 avril: Attentat de Marrakech en 2011 sur la place Jemaa el-Fna [17].
  - Inauguration du stade de Marrakech.
- 2014
  - Août: Les championnats d'Afrique d'athlétisme ont lieu dans la ville.
  - Population: 978 045 habitants.
- 2015 - La ville devient chef-lieu de la nouvelle région administrative de Marrakech-Safi.
- 2016 - Novembre: 22e Conférence des Nations Unies sur les changements climatiques (COP22) a lieu dans la ville.

### En anglais
- Josiah Conder, The Modern Traveller, London, J.Duncan, 1830 (lire en ligne), « City of Morocco »
- Léon l'Africain et John Pory, History and Description of Africa, vol. 2, London, Hakluyt Society, 1896 (OCLC 2649691, lire en ligne), « Citie of Maroco » (écrit au XVIe siècle)
- S.L. Bensusan, Morocco, London, A and C Black, 1904 (lire en ligne) (includes Marrakesh)
- Encyclopædia Britannica, New York, 11th, 1910 (OCLC 14782424, lire en ligne), « Marrakesh »
- Encyclopaedia of Islam, E.J. Brill, 1927 (lire en ligne), « Marrakesh », p. 296+
- James A. Miller, Encyclopedia of African History, Fitzroy Dearborn, 2005 (ISBN 978-1-135-45670-2, lire en ligne), « Marrakech », p. 948
- Historic Cities of the Islamic World, Leiden, Koninklijke Brill, 2007 (lire en ligne), « Marrakesh », p. 319+
- Marrakech, Time Out, 2007 (ISBN 978-1-84670-019-4, lire en ligne), « History », 12+
- Cities of the Middle East and North Africa, Santa Barbara, USA, ABC-CLIO, 2008, « Marrakesh », p. 246+
- Grove Encyclopedia of Islamic Art & Architecture, Oxford University Press, 2009 (ISBN 978-0-19-530991-1, lire en ligne), « Marrakesh »

### En français
- Paul Lambert, « Notice sur la ville de Maroc », Bulletin de la Société de Géographie, Paris,‎ 1868 (lire en ligne)
- Colonies françaises, Paris, Flammarion, coll. « Géographie pittoresque et monumentale de la France », 1906 (lire en ligne), « Maroc: Description des villes: Merrakech » (+ table of contents)
- Maurice de Périgny, Au Maroc; Marrakech, P. S. Roger et cie, coll. « Collection les pays modernes », 1918 (lire en ligne)
- Jean-François Troin, « Marrakech revisitée ou les villes dans la ville », Méditerranée, vol. 59, no 4,‎ 1986, p. 13–19 (DOI 10.3406/medit.1986.2423, lire en ligne)
- Jean-François Troin, « Fès et Marrakech: Evolution comparée de deux capitales régionales marocaines », Cahiers de la Méditerranée, vol. 50,‎ 1995, p. 149–169 (DOI 10.3406/camed.1995.1143, lire en ligne)
- Marrakech, Petit Futé, 2009 (lire en ligne), « Chronologie »
- Anne-Claire Kurzac-Souali, « Marrakech, insertion mondiale et dynamiques socio-spatiales locales », Méditerranée, vol. 116, no 116,‎ 2011, p. 123–132 (DOI 10.4000/mediterranee.5441)
- Chloé Pellegrini, « Parcours de petits entrepreneurs français à Marrakech », Cahiers d'Études africaines, nos 221-222,‎ 2016